# Il messaggero del re
Il messaggero del re (Most Secret) è un romanzo giallo del 1964 di John Dickson Carr, rielaborazione di un precedente romanzo (Devil Kinsmere) pubblicato nel 1934 con lo pseudonimo di Roger Fairbairn; è uno dei suoi mystery di ambientazione storica.

## Trama
Inghilterra, 1670. Roderick Kinsmere, figlio di un fedelissimo di re Carlo I, si mette in viaggio da Blackthorn a Londra per riscuotere l'eredità paterna. Lungo il viaggio, tuttavia, verrà scambiato per un messaggero dell'attuale re, Carlo II, e si ritroverà suo malgrado coinvolto in una serie di intrighi. Prima un capitano dei Dragoni, Pembroke Harker, lo sfida a duello; poi il vero messaggero del re, Bygones Abraham, lo coinvolge nel tentativo di sventare un complotto contro la corona. E le cose si complicano ancor più quando Harker viene rinvenuto in un armadio a muro con un pugnale conficcato nel collo...

## Edizioni italiane
- Il messaggero del re, traduzione di Anna Maria Francavilla, collana I classici del Giallo Mondadori n. 1117, Arnoldo Mondadori Editore, giugno 2006, pp. 301.